# Gilbert Leroux
Gilbert Leroux (* 4. April 1941 in Fontainebleau) ist ein französischer Schlagzeuger und Bandleader des Hot Jazz.

## Leben und Wirken
Leroux, Urenkel von Jules Massenet, spielte bereits als Jugendlicher in den Pariser Jazzclubs. 1963 war er einer der Gründer von Les Haricots Rouges und spezialisierte sich aufs Waschbrett. 1967 schied er aus der Band aus. 1970 ging er mit Raymond Fonsèque auf Tournee und gründete ein Quartett mit Daniel Barda, das sich später als Paris Washboard von ihm trennte. 1990 holte er Phillipe de Preissac und Michel Bonnet in seine Gilbert Leroux Washboard Group, mit der er auf zahlreichen Festivals auftrat.
Leroux spielte auch mit Albert Nicholas, Milt Buckner, Bill Coleman, Wallace Davenport, Fabrice Eulry, Stéphane Grappelli, Daniel Huck, Marc Laferrière, Alain Marquet, Mezz Mezzrow, François Rilhac, Maxim Saury und Benny Waters.
1986 wurde er mit dem Prix Sidney Bechet der Académie du Jazz ausgezeichnet.

## Diskografische Hinweise
- Gilbert Leroux Washboard Group: Jazz Nouvelle (1978)
- Gilbert Leroux Washboard Group: Live! (2005)

## Lexikalischer Eintrag
- Philippe Carles, André Clergeat, Jean-Louis Comolli: Le nouveau dictionnaire du jazz. R. Laffont, Paris 2011.